# Achyranthes abyssinica
Achyranthes abyssinica är en amarantväxtart som beskrevs av Christian Gottfried Daniel Nees von Esenbeck. Achyranthes abyssinica ingår i släktet Achyranthes och familjen amarantväxter. Inga underarter finns listade i Catalogue of Life.